# Національний інститут музики та танцю
Національний інститут музики та танцю (пол. Narodowy Instytut Muzyki i Tańca, NIMiT) — польська державна культурна установа, місією якої є сприяння розвитку музичної та танцювальної культури в Польщі.

## Історія
Інститут було засновано 1 жовтня 2010 року за ініціативою Міністра культури та національної спадщини Польщі під назвою Інститут музики і танцю. 12 травня 2021 року він отримав статус національного і був перейменований на Національний інститут музики та танцю.

## Діяльність
Основні напрямки діяльності Інституту включають:
- розвиток та професіоналізацію музично-танцювального середовища;
- музичну та танцювальну освіту;
- підтримку інфраструктури та наукових досліджень у сфері музики та танцю;
- культурну освіту й популяризацію мистецтва музики та танцю;
- захист і промоцію культурної спадщини Польщі як у країні, так і за кордоном;
- підтримку традиційної культури та її передачу наступним поколінням;
- інтеграцію митців з інвалідністю у сферу культури та мистецтва.

## Програми та конкурси
Інститут є організатором та патроном таких ініціатив:
- конкурс докторських дисертацій у галузі музики;
- щорічна премія «Корифей польської музики» (пол. Koryfeusz Muzyki Polskiej);
- конкурс «Молодий музикант року» (пол. Młody Muzyk Roku);
- конкурс «Молодий танцюрист року» (пол. Młody Tancerz Roku);
- Міжнародний конкурс польської музики імені Станіслава Монюшка.

### Власні програми

#### У галузі музики
- Польська музична сцена (Scena Muzyki Polskiej);
- Джазовий фонографічний дебют (Jazzowy debiut fonograficzny);
- Музичні білі плями (Muzyczne białe plamy);
- Диригент-резидент (Dyrygent-rezydent);
- Школа майстрів народного інструментобудування.

#### У галузі танцю
- видавнича програма;
- tańczMY;
- хореографічні комісії;
- Сцена для танцю (Scena dla tańca);
- підтримка міжнародної діяльності;
- Танець та інвалідність;
- програми резидентури;
- програма професійної перепідготовки танцюристів.

Інститут також адмініструє міністерські програми:
- Композиційні комісії (Zamówienia kompozytorskie);
- Танець (Taniec);
- Музика (Muzyka);
- Музичний слід (Muzyczny ślad).

## Організація культурних подій
Інститут координує святкування визначних культурних подій, зокрема:
- 2013 — рік Лютославського;
- 2014 — рік Кольберга;
- 2017 — рік Нововейського.

Також є співорганізатором щорічної премії імені Оскара Кольберга «За заслуги перед народною культурою».